# سيرج بورغينيون
سيرج بورغينيون (بالفرنسية: Serge Bourguignon)‏ هو كاتب سيناريو ومخرج وممثل فرنسي، ولد في 3 سبتمبر 1928 في Maignelay-Montigny ‏ في فرنسا.

## أعمال

### أفلام
- (1962) أيام الأحد وسيبيل

## ترشيحات
- جائزة الأوسكار لأفضل كتابة، عن عمل: أيام الأحد وسيبيل

## وصلات خارجية
- سيرج بورغينيون على موقع IMDb (الإنجليزية)
- سيرج بورغينيون على موقع الموسوعة البريطانية (الإنجليزية)
- سيرج بورغينيون على موقع ألو سيني (الفرنسية)
- سيرج بورغينيون على موقع أول موفي (الإنجليزية)
- سيرج بورغينيون على موقع قاعدة بيانات الأفلام السويدية (السويدية)
- سيرج بورغينيون على موقع قاعدة بيانات الفيلم (الإنجليزية)
- سيرج بورغينيون على موقع كينوبويسك (الروسية)